# Aminometiltransferasa
La enzima Aminometiltransferasa (AMT) EC 2.1.2.10 (enlace roto disponible en Internet Archive; véase el historial, la primera versión y la última). cataliza la reacción de transferencia de un grupo metilamino al tetrahidrofolato obteniéndose 5,10-metilenotetrahidrofolato y amoníaco.
Proteína-S(8)-aminometildihidrolipoil-lisina + Tetrahidrofolato {\displaystyle \rightleftharpoons } Proteína-dihidrolipoil-lisina + 5,10-metilenotetrahidrofolato + NH3
Su localización celular es la mitocondria y pertenece al complejo enzimático de segmentación de la glicina en donde se llama Proteína T. Las otras enzimas/proteínas constituyentes de este complejo son:
- Proteína L. Dihidrolipoil deshidrogenasa.

- Proteína P. Glicina deshidrogenasa (descarboxilante).

- Proteína H. P23434.

La deficiencia en AMT es causa de la hiperglicemia no cetótica (NKH (enlace roto disponible en Internet Archive; véase el historial, la primera versión y la última).), también conocida como encefalopatía de la glicina (GCE). La NKH es una enfermedad autosomal recesiva caracterizada por la acumulación de una gran cantidad de glicina en los fluidos corporales y por síntomas neurológicos severos.